# Christa Kummer
Christa Kummer (* 8. September 1964 in Wien) ist eine österreichische Fernsehmoderatorin.

## Ausbildung und Karriere
Christa Kummer wuchs in Wien auf. Nach der Matura im Jahr 1983 studierte sie Geographie, Wirtschaftskunde und Katholische Theologie an der Universität Wien. Das Studium schloss sie 1988 mit dem Magister ab. Zunächst unterrichtete sie als AHS-Lehrerin in unterschiedlichen Gymnasien in Wien. Unter anderem auch am ORG Marianum der Schulbrüder in Wien-Währing, sie war daneben als Hydrogeologin und Klimatologin am Institut für Speläologie weiterhin wissenschaftlich tätig. Zudem leitete sie Fortbildungsveranstaltungen für Lehrer am RPI der Erzdiözese Wien.
Ihr Dissertationsstudium Geografie mit dem Schwerpunkt Geochemie und Geophysik schloss Christa Kummer 1993 ab. Als Hydrogeologin und Klimatologin leitete sie 1993/94 das Sekretariat der Wiener Internationalen Zukunftskonferenz.
1994 wurde sie als gestaltende Fachredakteurin in der Wetterredaktion Freie Mitarbeiterin beim ORF. Seit 1995 präsentiert sie als erste Frau in Österreich das Wetter. Nebenbei arbeitet sie nach wie vor an wissenschaftlichen Projekten mit und moderiert Veranstaltungen. Wissenschaftliche Vorträge sind ein weiterer Schwerpunkt, so z. B. zu den Themen Klima-Wetter-Gesundheit, Klimawandel, Extremwetterereignisse oder Bauernregeln im Test. 2017 hat sie die Preisverleihung des Österreichischen Klimaschutzpreises moderiert. Seit 2020 moderiert sie gemeinsam mit Tarek Leitner Universum Spezial im Rahmen des Mutter Erde Schwerpunkts.
Im Frühjahr 2021 eröffnete sie mit fit4future auf Social Media eine Nachhaltigkeitsplattform.
Christa Kummer-Hofbauer ist Präsidentin des Vereins Grünes Kreuz.

## Schriften
- Natur im Wohnraum (mit Rudolf Körber), Oktober 2006, Classic Agentur und Verlag, ISBN 3-902344-08-3.
- Wetterfest durch die Jahreszeiten, September 2002, NP-Buchverlag, ISBN 3-85326-157-4.
- Vitalquelle Wetter (mit Cathrin Drescher, Eva Laggner), 2001, M&K Verlag, ISBN 3-901843-02-7.